# Pascal Atuma
Pascal Atuma (Umuahia, Abia, 22 de febrer de 1972) és un actor, guionista, director i productor de cinema canadenc-nigerià.

## Biografia
Atuma va néixer el 22 de febrer de 1972 a Umuahia, a l'estat d'Abia, igboland, Nigèria. Té sis germans i el 1995 va emigrar als Estats Units després d'estudiar al College Umuahia i a la Universitat de Port Harcourt, a l'estat de Rivers. Abans de començar la serva carrera en la indústria fílmica va començar a estudiar engineria civil.
El 2002 es va graduar en el Kim Dawson Acting College de Dallas, Texas i va treballar en el teatre abans de treballar a la indústria de Hollywood. Va aconseguir entrar en la indústria de Hollywood amb l'ajut del també nigerià Michael Ajakwe Jr.

## Carrera en la indústria del cinema
Pascal Atuma és actor, guionista, productor i director de cinema. Fins al 2014 ha dirigit les set pel·lícules que ha produït. La primera pel·lícula que va dirigir, My American Nurse es va estrenar al Pan African Film Festival. Com a actor ha actuat en la majoria de les seves produccions, a més d'altres pel·lícules de Nollywood.
Cinc dels seus films han participat en la selecció oficial del Festival de Cinema Panafricà i quatre en el Black Harvest International Festival of Film and Video. My American Nurse 2, estrenada en el mercat nord-americà el 2010, va esdevenir una pel·lícula de gran èxit als Estats Units i al Canadà.

## Filmografia

### Actor
Les pel·lícules en les quals Pascal Atuma ha actuat són:
- 2014: Busted Life (en postproducció), amb Ramsey Nouah i Chet Anekwe.[4]
- 2014: Only you & me (en postproducció), amb Patrick Kilpatrick i Liana Mendoza.[5]
- 2013: All Things, amb Dymund Britt i Maureen Esealuka.[6]
- 2013: The Trace, amb Billy Dee Williams i Lynn Whitfield[7]
- 2012: The Mechanic-Who is the Man
- 2011: Secret Past
- 2011: Okoto the Messenger
- 2010: My American Nurse 2
- 2009: Hurricane in the Rose Garden (vídeo)
- 2008: Through the Glass(amb Stephanie Okereke)
- 2006: My American Nurse
- 2005: Only in America
- 2004: Accidental Life (curtmetratge)
- 2004: In His Kiss (curtmetratge)
- 2004: Life in New York (vídeo)

### Guionista
Les pel·lícules de les que ha escrit el guió Pascal Atuma són:
- 2012: The Trace
- 2012: The Mechanic-Who Is the Man
- 2011: Okoto the Messenger
- 2010: My American Nurse 2
- 2006: Hurricane in the Rose Garden
- 2006: My American Nurse
- 2005: Only in America

### Productor
Les pel·lícules que ha produït Pascal Atuma són:
- 2012: The Trace
- 2012: The Mechanic-Who Is the Man (productor executiu i productor)
- 2011: Okoto the Messenger
- 2010: My American Nurse 2
- 2006: Hurricane in the Rose Garden
- 2006: My American Nurse (productor executiu i productor)
- 2005: Only in America

### Director
Pascal Atuma ha dirigit les pel·lícules:
- 2012: The Trace
- 2012: The Mechanic-Who Is the Man
- 2011: Okoto the Messenger
- 2010: My American Nurse 2
- 2006: My American Nurse

## Premis i nominacions
- Diverses nominacions i va guanyar el premi Viewer's Choice com a millor actor masculí en els Golden Icons Academy Movie Awards del 2012.[8]
- Premi al millor actor de l'any als premis de la Nigerian Promoters Association's (NPA) Entertainment.[8]